# سارا بلاك
سارا بلاك (بالإنجليزية: Sara Black)‏ هي فنانة أمريكية، ولدت في 1978.